# Templo de Artemisa (Dídima)
El Templo de Artemisa era un antiguo templo griego dedicado a Artemisa Pitia en el santuario de Dídima, cerca de la ciudad de Mileto, en Asia Menor, la actual Turquía.
El templo de Artemisa fue construido en el período helenístico en el año 100 a. C. Fue descubierto por alemanes durante las excavaciones arqueológicas en Dídima en 2013-2014. Antes de esto, el templo había sido buscado en la zona del santuario de Dídima durante mucho tiempo. Su existencia se había deducido a partir de inscripciones, en las que se menciona que, además de Apolo, en el santuario se rendía culto a su hermana Artemisa.

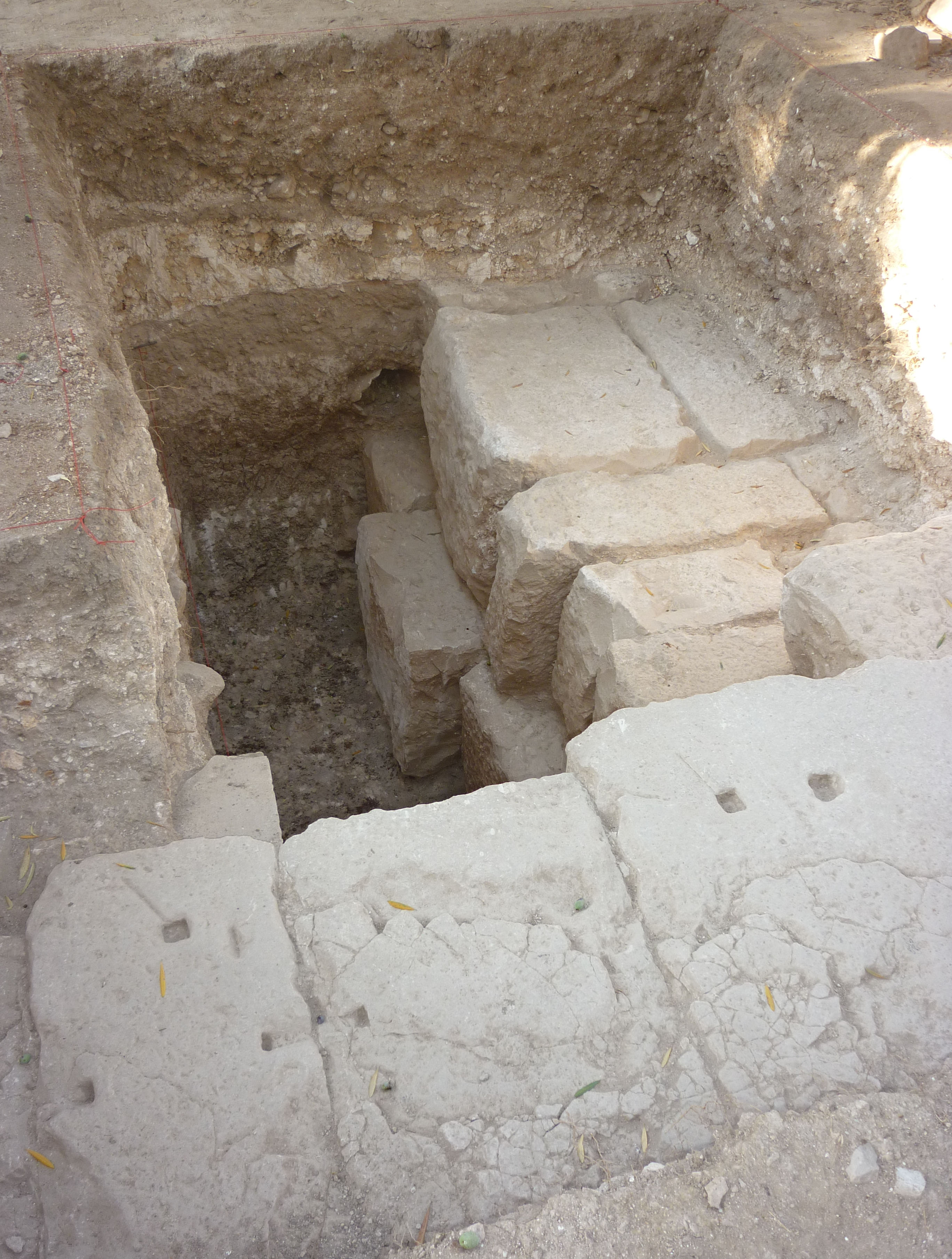
Cimientos del templo de Artemisa.

El templo fue descubierto al norte de la actual mezquita, una antigua iglesia ortodoxa griega, a unos 100 metros al norte del más famoso Templo de Apolo de Dídima. A diferencia del templo de Apolo, el templo de Artemisa se construyó en la típica dirección recta este-oeste. Sus cimientos miden aproximadamente 31,7 × 12 m. En su interior, tenía tres salas, y se asemeja al naiskos más pequeño del ádyton del templo de Apolo. Aún no se ha encontrado el altar del templo, por lo que no se sabe si su entrada estaba en el extremo este, como es típico, o en el oeste, como el Templo de Artemisa de Éfeso.
En la antigüedad, el templo estaba situado en el lado occidental de la Vía sagrada que unía Mileto y Dídima. La vía entraba en Dídima por el noroeste. La mezquita actual, antigua iglesia, se construyó en 1830 sobre cimientos antiguos.